# Reményi László
Reményi László (Budapest, 1971 –) Fonogram-díjas magyar hangmérnök, dalszerző, (angol) szövegíró, zenész, műsorvezető és író. 2000-ben Fonogram-díj – az év hangfelvétele díjat nyerte el a Jazz+Az Egynek jó című lemezéért, melynek hangmérnöke volt. Real Stringer álnéven filozófiai, szociológiai és tudományos-fantasztikus cikkeket, novellákat ír.

## Kezdetek
Fiatalkorát Óbudán töltötte, az akkori Martos Flóra Gimnáziumban érettségizett, tanulmányait magántanulóként fejezte be. Középiskolai évei alatt diákzenekarokban zenélt, miközben hangszeres tudását autodidakta módon fejlesztette. 
Középiskola után tanult a Gábor Dénes és a Kandó Kálmán Főiskolán. Közben részt vett a csillaghegyi Soundmaster stúdió építésében is, és 1992-től ott készítette első stúdiófelvételeit.

## Zene

### Hangmérnök

#### Stúdiók
- 2005 óta Focus – Fox Studio[3]
- 1997 – 2004 TOM TOM Studio[4]
- 1992 – 1997 Soundmaster Studio[5]
- vendégként: 2003 Hungaroton, 1999 Aquarium

#### Zenei[6][7]
| Előadó                                                | Műfaj                                              | Album címe                                                      | Év   | JELÖLÉS / Díj                                                                       |
| ----------------------------------------------------- | -------------------------------------------------- | --------------------------------------------------------------- | ---- | ----------------------------------------------------------------------------------- |
| Quimby                                                | alternative rock                                   | Kilégzés                                                        | 2005 | Fonogram-díj, Az év hazai modern rock albuma                                        |
| Megasztár                                             | pop                                                | Best Of Megasztár                                               | 2005 |                                                                                     |
| Kánaán                                                | pop                                                | Találj rám                                                      | 2002 |                                                                                     |
| Földvári Gergely                                      | jazz, latin                                        | - Süss fel Nap! / Sun, Rise! (2xCD, Album, LIV)                 | 2002 |                                                                                     |
| Eötvös Péter                                          | contemporary                                       | Snatches                                                        | 2001 |                                                                                     |
| Cotton Club Singers                                   | jazz, pop                                          | 2x2                                                             | 2001 |                                                                                     |
| Nova Latino 1                                         | Electronic, Jazz, Latin                            | Latino Moods & Brazilian Beats                                  | 2001 |                                                                                     |
| Az Árral Szemben                                      | hiphop                                             | Nehézvíz                                                        | 2000 | Arany Zsiráf – az év hangfelvétele 2001 jelölés                                     |
| Pintácsi Viki                                         | pop                                                | Ne csak szavakkal szeress                                       | 2000 |                                                                                     |
| 4YOU                                                  | pop                                                | Süket a telefon                                                 | 2000 |                                                                                     |
| Unisex                                                | Electronic, Pop                                    | Savanyú a porcukor                                              | 2000 |                                                                                     |
| Pain                                                  |                                                    | Nincs Segítség Az Égből..                                       | 2000 |                                                                                     |
| Szikora Róbert                                        | pop                                                | Kapaszkodj                                                      | 2000 |                                                                                     |
| Jazz+Az                                               | pop                                                | Egynek jó                                                       | 1999 | Aranylemez, Arany Zsiráf- az év hangfelvétele, a legjobb hazai pop album díjak 2000 |
| Szabó Tamás                                           | pop/blues/jazz                                     | The taylor's clothes                                            | 1999 |                                                                                     |
| Pain                                                  | hiphop                                             | Menny és pokol                                                  | 1999 | Arany Zsiráf – az év legjobb hazai rap albuma 2000 jelölés                          |
| Az Árral Szemben                                      | hiphop                                             | Özönvíz                                                         | 1999 |                                                                                     |
| ESP                                                   | modern jazz                                        | Colours                                                         | 1999 |                                                                                     |
| Jazz+Az                                               | Electronic, Jazz, Funk / Soul, Pop, Stage & Screen | Kalózok                                                         | 1999 |                                                                                     |
| Eszenyi Enikő                                         | tango                                              | E-tango                                                         | 1999 |                                                                                     |
| Animal Cannibals                                      | hiphop                                             | Megamiksz                                                       | 1999 |                                                                                     |
| Bodnár Attila                                         |                                                    | Újjászületés                                                    | 1997 |                                                                                     |
| Eötvös Péter                                          | contemporary                                       | As I crossed the bridge of dreams                               | 1999 |                                                                                     |
| Balázs Fecó                                           | Rock, pop                                          | Úllászületés                                                    | 1998 |                                                                                     |
| Pain                                                  | Hiphop                                             | Az Én Mennyországom                                             | 1999 |                                                                                     |
| Unisex                                                | pop                                                | Játssz Velem                                                    | 1999 |                                                                                     |
| Unisex                                                | disco funky                                        | Csoda az élet                                                   | 1999 |                                                                                     |
| Animal Cannibals                                      | rap/hiphop                                         | Kés, villa                                                      | 1998 | Aranylemez, Arany Zsiráf- az év legjobb hazai dance albuma díj 1999                 |
| Kaszás Attila                                         | pop                                                | Tomboló hold                                                    | 1998 |                                                                                     |
| Nagy Szabolcs                                         | jazz                                               | The song is ended                                               | 1998 |                                                                                     |
| Marcel                                                | House                                              | On The Beach (Remix) (as László Reményi) Marcel – Viginti Etduo | 1998 |                                                                                     |
| The Hungarian Jazz Trombone Company with Carl Fontana | jazz                                               | First time together                                             | 1998 |                                                                                     |
| Felicia Flóra Kovács                                  | big band jazz                                      | Silver winter                                                   | 1997 |                                                                                     |
| L'art pour l'art                                      | pop/rock/english humour                            | Winnetou                                                        | 1997 | Aranylemez                                                                          |
| Hiphop boyz                                           | House                                              | Tarts Velem                                                     | 1997 |                                                                                     |
| Hiphop boyz                                           | House                                              | Megbántottak                                                    | 1997 |                                                                                     |
| Hiphop boyz                                           | Hiphop                                             | Ma Éjjel Táncolnék (My Fair Lady)                               | 1997 |                                                                                     |
| Hiphop boyz                                           | Hiphop                                             | V                                                               | 1997 |                                                                                     |
| Warpigs                                               | alternative rock                                   | Rapid                                                           | 1997 | Arany Zsiráf – az év felfedezettje 1998 jelölés                                     |
| L'art pour l'art                                      | pop/rock/english humour                            | Lila liba                                                       | 1996 | Aranylemez                                                                          |
| Animal Cannibals                                      | Rap/Hiphop                                         | Reggel, délben, este                                            | 1996 | Platinalemez, Arany Zsiráf – az év hazai albuma 1997 jelölés                        |
| Lévay Szilveszter                                     | musical                                            | Elizabeth                                                       | 1996 |                                                                                     |
| Animal Cannibals                                      | Rap/Hiphop                                         | Kanni-Bál                                                       | 1996 |                                                                                     |
| Benkó Dixieland Band                                  | dixieland                                          | Take The A Train                                                | 1996 |                                                                                     |
| Éjszakai Járat                                        | dance                                              | Neked adom mindenem                                             | 1996 |                                                                                     |
| Silent way                                            | jazz                                               | Standby                                                         | 1996 |                                                                                     |
| FLM                                                   | dance                                              | Megtalállak még                                                 | 1995 |                                                                                     |
| L'art pour l'art                                      | pop/rock/english humour                            | Vastyúk is talál szeget                                         | 1995 | Aranylemez                                                                          |
| Animal Cannibals                                      | Rap/Hiphop                                         | Fehéren fekete, feketén fehér                                   | 1995 | Aranylemez, Arany Zsiráf – az év felfedezettje 1996 díj                             |
| Animal Cannibals                                      | Rap/Hiphop                                         | Takarítónő                                                      | 1995 |                                                                                     |
| Barbaro                                               | folk rock                                          | Barbao II.                                                      | 1994 |                                                                                     |
| Fresh Fabrik                                          | alternative rock                                   | Certifikado                                                     | 1994 |                                                                                     |
| Raplektor                                             | rap                                                | Raptime                                                         | 1994 |                                                                                     |
| Erica                                                 | House                                              | Szerelemre Születtem                                            | 1994 |                                                                                     |
| FLM                                                   | dance                                              | Megdöglöm érted                                                 | 1993 |                                                                                     |
| Drums                                                 | jazz                                               | Drums1.                                                         | 1993 |                                                                                     |

#### Filmes[56]
|      | Magyar cím                                                                       | Jelölés, díj                                                |
| ---- | -------------------------------------------------------------------------------- | ----------------------------------------------------------- |
| 2016 | Jelenetek egy operatőr életéből (Hildebrand István legendáriuma, dokumentumfilm) |                                                             |
| 2014 | Megdönteni Hajnal Tímeát                                                         |                                                             |
| 2014 | Megdönteni Hajnal Tímeát werkfilm                                                |                                                             |
| 2013 | Munkácsy (dokumentumfilm)                                                        |                                                             |
| 2011 | A szabadság keserű íze. Márai Sándor és Nápoly (dokumentumfilm)                  |                                                             |
| 2009 | Lyuk (rövidfilm)                                                                 |                                                             |
| 2007 | A fény mesterei (dokumentumfilm)                                                 |                                                             |
| 2006 | Kútfejek werkfilm                                                                |                                                             |
| 2002 | Sejtjeink – László Dés                                                           |                                                             |
| 2001 | Üvegtigris                                                                       |                                                             |
| 2001 | Csocsó, avagy éljen május elseje!                                                |                                                             |
| 2000 | Meseautó                                                                         | Arany Zsiráf – az év hangfelvétele 2001 jelölés             |
| 2000 | Koncert + Story (DVD) Jazz+Az                                                    |                                                             |
| 1999 | Kalózok                                                                          | Aranylemez, Arany Zsiráf- az év legjobb filmzenéje 1999 díj |
| 1998 | Kisváros (televíziós sorozat)                                                    |                                                             |

### Zeneszerző
(2008) Future Plant zenekar
A Future Plant progresszív és dallamos, igazi XXI. századi zenébe csomagolta társadalomkritikus véleményét, hogy a szórakoztatás mellett elgondolkodtasson. Tagjai a magyar zeneipar számos élvonalbeli előadóját is segítették és segítik tehetségükkel. A részletekbe menő aprólékossággal kidolgozott dalok és az intellektuális – mégis érthető – szövegek egyértelművé teszik: a Future Plant egy nemzetközi színvonalú produkció volt.
Tagok: Gergely Éva, Kálmán Tamás, Reményi László, Janca Ákos, Kapiás Gábor

#### Reklám
Gyakran ír megrendelésre zenét TV és rádió reklámokhoz, soundalike és kreatív megoldásokat is teljesít.

### Zenész (basszusgitár)
- Animal Cannibals (rap/hiphop) 1997-2002[66]
- Hip-Hop Boyz (dance-floor/hiphop) 1997
- Amarcord (funk) 1994-1997

## Műsorvezető (rádió)
2012-ben a Civil Rádió kéthetente szerkesztette és vezette a Jövőgyár című műsort. Archívumból adások az meghallgathatók.

## Íróként
Real Stringer álnéven filozófiai, szociológiai és tudományos-fantasztikus cikkeket, novellákat ír.
India : az aranyháromszög és Goa (útikönyv) 2004 (ISBN 9638726180, 2008 ISBN 9789638726186)

## További információ
- Reményi László lapja a zeneszbazis.hu-n